# Novopskov
Novopskov (en ucraïnès i en rus Новопсков) és una vila de l'óblast de Luhansk a Ucraïna. Fins al 2020 era el centre del districte de Novopskov, però després passà a formar part del districte de Starobilsk. La ciutat està ocupada per Rússia des del 4 de març del 2022, i és administrada per la República Popular de Luhansk. El 2021 tenia 9.489 habitants.

## Història
L'actual vila de Novopskov fou fundada a mitjans del segle XVII per camperols russos i ucraïnesos que havien fugit de la servitud sota el nom de Zakamianka. El 1708, el tsar Pere I ordenà una expedició contra la vila, i quedà arrasada després de participar en la rebel·lió de Bulavin. El 1829, el poble es convertí en un assentament militar i el 1856 rebé el seu nom actual, derivat de la ciutat russa de Pskov.
El 1931, el poble esdevingué un centre regional, i l'1 de gener de 1932 començà la publicació d'un diari regional.
Durant la Segona Guerra Mundial, la vila fou ocupada per les tropes de la Wehrmacht el 10 de juny de 1942 i alliberat el 23 de gener de 1943 per les tropes de l'Exèrcit Roig.
El 1957 Novopskov rebé l'estatus d'assentament de tipus urbà. Entre 1975 i 1979 s'hi construí el gaseoducte Soiuz, que es creua amb un altre gaseoducte.
Durant la dècada de 1990, moltes companyies industrials i agrícoles deixaren la seva activitat, d'altres canviaren de mans i reduïren dràsticament les xifres de producció.
Durant la invasió russa d'Ucraïna del 2022, les tropes de la República Popular de Luhansk, amb l'ajuda de les forces armades russes, alliberaren la vila el 4 de març del 2022.Al día siguiente, los residentes locales salieron a las calles para protestar contra los ocupantes, y los soldados enemigos comenzaron a disparar contra los civiles con tres víctimas.